# Batalion Strzelców Podhalańskich 7 Brygady Kadrowej Strzelców
Batalion Strzelców Podhalańskich 7 Brygady Kadrowej Strzelców (Baon Strz. Podhal.) – pododdział piechoty Polskich Sił Zbrojnych na Zachodzie.

## Historia batalionu
21 Batalion Kadrowy Strzelców został sformowany 24 listopada 1940 roku w Dunfermline, w Szkocji, w składzie 7 Brygady Kadrowej Strzelców. Batalion został zorganizowany, jako jednostka skadrowana na podstawie rozkazu L.dz. 12811/O.I.tjn. dowódcy I Korpusu z 5 listopada 1940 roku i rozkazu organizacyjnego L.dz. 387/O.I.tjn.40 dowódcy 7 Brygady Kadrowej Strzelców z 26 listopada 1940 roku. Faktycznie batalion stanowił równowartość plutonu piechoty o stanie około 50 ludzi.
13 stycznia 1941 roku w rozkazie dziennym Nr 9 Dowództwa 7 Brygady Kadrowej Strzelców podano odpis rozkazu L.10/G.M.41 Naczelnego Wodza i Ministra Spraw Wojskowych z 6 stycznia 1941 roku o treści: „zezwalam żołnierzom Samodzielnej Brygady Strzelców Podhalańskich na noszenie sznura naramiennego w kolorach narodowych norweskich, nadanego Samodzielnej Brygadzie Strzelców Podhalańskich przez Rząd Norweski w Londynie dla upamiętnienia udziału Polski w obronie Norwegii i utrwalenia przyjaźni zawartej na polu walki. Sznur ma być noszony na lewym ramieniu (pod naramiennikiem) z końcówką pod klapą górnej lewej kieszeni. Zatwierdzam wzory sznura:

a) z węzłem i złotym lewkiem norweskim dla żołnierzy, którzy brali czynny udział w ekspedycji norweskiej,

b) gładki dla pozostałych żołnierzy baonów podhalańskich,

Prawo do noszenia sznura nadaję:

a) I Baonowi Podhalańskiemu I Brygady Strzelców,

b) Baonowi Podhalańskiemu 7 Brygady Kadrowej,

c) wszystkim oficerom, podoficerom, strzelcom i funkcjonariuszom Polskiego Czerwonego Krzyża, którzy brali czynny udział w ekspedycji norweskiej, a posiadającym obecnie przydział poza oddziałami podhalańskimi,

d) tym osobom wojskowym, którym sznur naramienny zostanie nadany, jako odznaka honorowa.

Prawo do nadania tej odznaki, do czasu utworzenia wielkiej jednostki podhalańskiej, przekazuję b. dowódcy Samodzielnej Brygady Strzelców Podhalańskich gen. bryg. Bohuszowi-Szyszko. Żadnych kredytów na ten cel nie przydzielam”.
25 lutego 1941 roku dowódca 7 Brygady Kadrowej Strzelców na podstawie rozkazów L.186/G.M.40 i L.10/G.M.41 Naczelnego Wodza oraz rozkazu L.677/O.I.41 dowódcy I Korpusu stwierdził, że 21 baon strzelców otrzymał nazwę „Baon Podhalański 7 Brygady Kadrowej Strzelców”. 3 marca 1941 roku w rozkazie dziennym Nr 51 Dowództwa 7 Brygady Kadrowej Strzelców po raz pierwszy w stosunku do 21 baonu strzelców użyto nazwy „Baon Strzelców Podhalańskich”.
Z dniem 1 grudnia 1941 roku batalion wraz z całą 7 Brygadą Kadrową Strzelców został przeformowany w II Oficerski Batalion Szkolny, który wszedł w skład Brygady Szkolnej.

## Obsada personalna
Obsada personalna Batalionu Strzelców Podhalańskich
- dowódca batalionu – ppłk piech. Józef Zończyk Bohusz
- zastępca dowódcy – ppłk piech. Fidelis Włodarski
- dowódca 7 kompanii - mjr kaw. Tadeusz Nowiński
- dowódca 8 kompanii - ppłk dypl. Wiktor Bielski
- dowódca 9 kompanii - ppłk dypl. Andrzej Hytroś (do 7 III 1941 → zastępca dowódcy 20 bks)
- dowódca 3 kompanii ckm - mjr Witold Lebensztejn